# Армия Республики Босния и Герцеговина
Армия Республики Босния и Герцеговина  (босн. Armija Republike Bosne i Hercegovine, ARBiH) — вооружённые силы Республики Босния и Герцеговина, созданные правительством Республики Босния и Герцеговина в апреле 1992 года. Армия Боснии принимала активное участие в гражданской войне в Югославии. После окончания Боснийской войны и подписания Дейтонских соглашений, армия босняков была включена в состав вооружённых сил Боснии и Герцеговины наряду с армиями боснийских хорватов и боснийских сербов.

## История

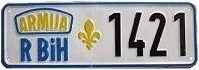
Автомобильный номер Армии Республики Босния и Герцеговина

### Формирование
Армия Республики Босния и Герцеговина была образована 15 апреля 1992 года в первые дни Боснийской войны. Основой вооружённых сил Боснии и Герцеговины стали мусульманские паравоенные организации, подразделения территориальной обороны военизированные подразделения «Патриотической лиги».
Помимо этого в армию Боснии вступали преступные элементы, бывшие полицейские и мусульмане-дезертиры из ЮНА. Первым командующим армией бошняков был назначен Сефер Халилович.
Армия боснийских мусульман была сформирована в условиях начавшейся гражданской войны в Югославии, поэтому части бошняков часто страдали от нехватки вооружения и боеприпасов. Особенно мусульманам не хватало танков и единиц тяжёлого вооружения. Первоначально они практически отсутствовали в армии Боснии. Первое вооружение части получали со складов техники, которая оставила ЮНА

### 1992
В начале Боснийской войны 70 % территории Боснии и Герцеговины контролировали подразделения ЮНА, а затем вооружённых сил Республики Сербской. Сараево было окружено и взято в осаду. Под контролем сербов находился ряд крупных городов, в числе которых были Баня-Лука, Биелина, Приедор, Фоча, Вишеград и другие.
Из-за начавшейся операции «Коридор» Боснийские силы потеряли город Брчко, Требинье, а также связь с городом Бихач, который был отрезан в ходе вышеупомянутой операции. В начальный период войны боснийцы ощущали острую нехватку вооружения и боеприпасов, а поставки оружия бошнякам были редки.

### 1993
В 1993 году серьёзных изменений на фронте против сербской армии не случилось. Однако в это время у боснийцев начался ожесточённый конфликт с боснийскими хорватами в Центральной Боснии и Герцеговине.
Хорватское вече обороны (ХВО) начало активные боевые действия против боснийцев с целью захвата районов в Центральной Боснии, находившихся под контролем мусульман. Ожесточённые бои в Центральной Боснии, осада Мостара и этнические чистки происходили практически весь год. Армия Боснии в это время вела тяжёлые бои с подразделениями хорватской Герцег-Босны и армией Хорватии (которая поддерживала боснийских хорватов). Особенно остро они ощущались в Мостарском анклаве, где силы 4. корпуса были зажаты между сербскими и хорватскими войсками.
Это время было самым тяжёлым для боснийской армии. Окружённая со всех сторон вражескими сербскими и хорватскими силами, боснийская армия контролировала лишь центральные районы страны, а также Бихач и Цазин. Эта изоляция сильно сказывалась на поставках оружия и боеприпасов.

### 1994
В 1994 году было заключено Вашингтонское соглашение, которое завершило боснийско-хорватское противостояние. С этого момента боснийская армия и ХВО вели совместную борьбу против армии боснийских сербов. После прекращения войны с хорватами, боснийская армия получила нового союзника в войне против сербов и значительно улучшила своё положение на фронте.

### 1995
В 1995 году подразделения мусульман потерпели ряд поражений в Восточной Боснии и потеряли анклавы Сребреница и Жепа. Однако в Западной Боснии при помощи хорватской армии, подразделений ХВО и авиации НАТО (которое вмешалось в Боснийскую войну на стороне мусульманско-хорватского альянса) мусульмане провели ряд успешных операций против сербов.

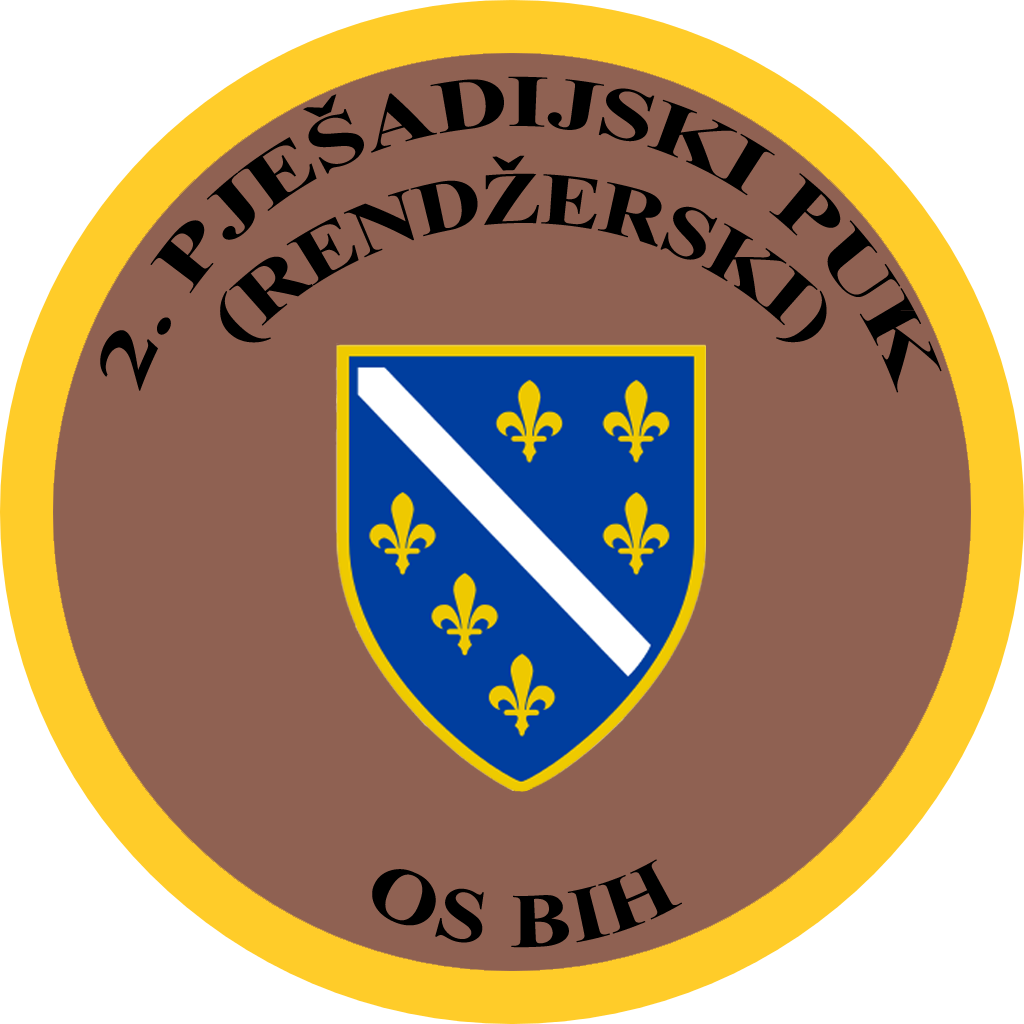
Герб 2-го пехотного полка ВС БиГ

Армии Боснии и Хорватии захватили большие территории в Западной Боснии, уничтожили Сербскую Краину и мятежную Западную Боснию и создали серьёзную угрозу Баня-Луке. 1995 год ознаменовался успешными операциями босняков в Западной Боснии против сербов и мусульман-автономистов. В 1995 году после вмешательство НАТО в конфликт, резни в Сребренице были подписаны Дейтонские соглашения, завершившие Боснийскую войну. Однако, боснийцы не были довольны итогом соглашений.

## Организация и командующие

### До формирования Армии Республики Босния и Герцеговины (1990-1992)
На момент провозглашения независимости, Босния не обладала едиными полноценными вооруженными силами, и в стране действовали сразу несколько независимых друг от друга военизированных вооруженных формирований.
| Название                         | Расположение штаба | Информация |
| -------------------------------- | ------------------ | --- |
| Патриотическая лига              | Сараево            | Одно из первых вооруженных формирований сформированное боснийскими мусульманами для защиты территориальной целостности на случай внешней агрессии. |
| Территориальная оборона          | Сараево            | Территориальная оборона Боснии и Герцеговины были первыми официальными вооруженными силами Боснии и Герцеговины в начале боснийской войны. Которая со временем преобразовалась в Армию Республики Боснии и Герцеговины. |
| Зеленые береты                   | Сараево            | Зеленые береты являлись элитным военным подразделением ответственным за специальные операции. |
| Хорватские оборонительные силы   | Любушки            | Хорватские оборонительные силы являлись военным крылом Хорватской партии права. Выступали за сохранение территориальной целостности Боснии и Герцеговины и против Хорвато-боснийского конфликта. После гибели командующего военизированного формирования, организация сильно ослабла и была расформирована. |
| Хорватский совет обороны Сараево | Сараево            | Хорватский совет обороны Сараево был основан как военное крыло Хорватского демократического содружества Боснии и Герцеговины. ХСО Сараево был связан с другими подразделениями ХСО. Однако ХСО Сараево не приняли участие в Хорвато-боснийском конфликте. В дальнейшем, данное формирование было расформировано и преобразовано в бригаду "Короля Твртко" в 1-м корпусе армии Республики Босния и Герцеговина. |

### После формирования Армии Республики Боснии и Герцеговины
После предпринятых реформ в 1992 году, начался процесс интеграции боснийских вооруженных формирований. Была официально сформирована армия Республики Босния и Герцеговина, которая состояла из корпусов, каждый из которых был размещен на определённой территории. В 1993 году большинство бригад в армии мусульман были переименованы в горные, поскольку отсутствие тяжёлого вооружения не позволяло создать мотопехотные, механизированные и танковые бригады.
| Название                                    | Расплоложение штаба | Информация |
| ------------------------------------------- | ------------------- | --- |
| 1-й корпус                                  | Сараево             | Корпус был сформирован в 1992 году и участвовал в Обороне Сараево. |
| 2-й корпус                                  | Тузла               | Корпус был сформирован в 1992 году, и действовал в районе города Тузла и участвовал в обороне города. Единственный корпус, который имел прямую связь с 81-й Восточно-Боснийской оперативной группой. |
| 3-й корпус                                  | Зеница              | Корпус был сформирован в 1992 году и действовал в преимущественно в центральной Боснии. Во время Боснийской войны, корпус принимал участие в боях как против вооруженных формирований Республики Сербской и боснийских хорватов. |
| 4-й корпус                                  | Мостар              | Корпус был сформирован в 1992 году. Участвовал в битве за Мостар. Так же принимал участие в военных операциях в центральной Боснии. |
| 5-й корпус                                  | Бихач               | Корпус был сформирован в 1992 году и являлся одним из самых организованных и дисциплинированных формирований внутри боснийской армии. Корпус действовал в западной Боснии (в регионе Боснийская Краина). Корпус вместе с ВС Хорватии и Хорватским советом обороны принял участие в ряде успешных операций летом-осенью 1995, тем самым положив конец трехлетней осаде Бихача. |
| 6-й корпус                                  | Коньиц              | Корпус был сформирован в июне 1993 года, действовал в регионе северной Герцеговины расформирован в феврале 1994 года. Войска корпуса вошли в состав 4-го и 7-го корпусов. |
| 7-й корпус                                  | Травник             | Корпус был сформирован в феврале 1994 года. Действовал преимущественно в горных районах центральной Боснии. |
| 28-я Восточно-Боснийская оперативная группа | Сребреница          | Данное вооруженное формирование не входило ни в один из корпусов и действовало исключительно на территории анклава Сребреница. |
| 81-я Восточно-Боснийская оперативная группа | Горажде             | Данное вооруженное формирование не входило ни в один из корпусов и действовало исключительно на территории анклава Горажде |

### Генеральный штаб армии Республики Босния и Герцеговина
- Алия Изетбегович - Верховный Главнокомандующий вооруженных сил Боснии
- Хасан Эфендич - Первый командующий силами территориальной обороны Боснии
- Сефер Хелилович - Начальник штаба с 1992 по 1993.
- Расим Делич- Начальник штаба с 1993 по 1995.
- Йован Дивьяк - Заместитель начальника штаба с 1992 по 1993.
- Степан Шибер - Заместитель начальника штаба с 1993 по 1995.

### Командующие корпусами армии Республики Босния и Герцеговина
- Мустафа Хайрулахович - Первый командующий 1-м корпусом армии Республики Босния и Герцеговина.
- Вахид Каравелич - Второй командующий 1-м корпусом армии Республики Босния и Герцеговина.
- Неджад Аджнаджич - Третий командующий 1-м корпусом армии Республики Босния и Герцеговина.
- Желько Кнез - Первый командующий 2-м корпусом армии Республики Босния и Герцеговина.
- Хазим Шадич - Второй командующий 2-м корпусом армии Республики Босния и Герцеговина.
- Сеад Делич - Третий командующий 2-м корпусом армии Республики Босния и Герцеговина.
- Энвер Хаджихасанович - Первый командующий 3-м корпусом армии Республики Босния и Герцеговина.
- Мехмед Алагич - Второй командующий 3-м, первый конмадующий 7-м корпусами армии Республики Босния и Герцеговина.
- Кадир Юсич - Третий командующий 3-м корпусом армии Республики Босния и Герцеговина.
- Сакиб Мазмульин - Четверый командующий 3-м корпусом армии Республики Босния и Герцеговина.
- Ариф Пашалич - Первый командующий 4-м корпусом армии Республики Босния и Герцеговина.
- Сулейман Будакович - Второй командующий 4-м корпусом армии Республики Босния и Герцеговина.
- Рамиз Дрекович - Первый командующий 5-м, третий командующий 4-м корпусами армии Республики Босния и Герцеговина.
- Мустафа Полутак - Четвертый командующий 4-м корпусом армии Республики Босния и Герцеговина.
- Атиф Дудакович - Второй командующий 5-м корпусом армии Республики Босния и Герцеговина.
- Салько Гушич - Первый командующий 6-м корпусом армии Республики Босния и Герцеговина.
- Галиб Ходич - Второй командующий 6-м корпусом армии Республики Босния и Герцеговина.

### Командиры отдельных вооруженных формирований
- Заим Имамович - командующий 81-й Восточно-Боснийской оперативной группой.
- Насер Орич - командующий 28-й Восточно-Боснийской оперативной группой.
- Блаж Кралевич - командующий Хорватскими оборонительными силами.
- Дино Альич - командующий гвардейской бригадой "Дельта" и 117-й мусульманской бригадой.

## Знаки различия

### Генералы и офицеры
| Категории               | Генералы                    | Генералы         | Генералы          | Генералы           | Генералы         | Старшие офицеры | Старшие офицеры | Старшие офицеры | Младшие офицеры | Младшие офицеры   | Младшие офицеры | Младшие офицеры   |
| ----------------------- | --------------------------- | ---------------- | ----------------- | ------------------ | ---------------- | --------------- | --------------- | --------------- | --------------- | ----------------- | --------------- | ----------------- |
|                         |                             |                  |                   |                    |                  |                 |                 |                 |                 |                   |                 |                   |
| Боснийское звание       | Predsjednik predsjedništva  | Ministar odbrane | Armijski general  | Divizijski general | Brigadni general | Brigadir        | Pukovnik        | Major           | Kapetan         | Viši Poručnik     | Poručnik        | Podporučnik       |
| Российское соответствие | Маршал Российской Федерации | Генерал армии    | Генерал-полковник | Генерал-лейтенант  | Генерал-майор    | Полковник       | Подполковник    | Майор           | Капитан         | Старший лейтенант | Лейтенант       | Младший лейтенант |

### Сержанты и рядовые
| Категории               | Подофицеры        | Подофицеры    | Подофицеры          | Подофицеры      | Подофицеры      | Подофицеры | Рядовые           | Рядовые  | Рядовые |
| ----------------------- | ----------------- | ------------- | ------------------- | --------------- | --------------- | ---------- | ----------------- | -------- | ------- |
|                         |                   |               |                     |                 |                 |            |                   |          |         |
| Боснийское звание       | Glavni narednik   | Viši narednik | Narednik prve klase | Štabni narednik | Narednik        | Kaplar     | Vojnik prve klase | Vojnik   | Regrut  |
| Российское соответствие | Старший прапорщик | Прапорщик     | нет                 | Старшина        | Старший сержант | Сержант    | Младший сержант   | Ефрейтор | Рядовой |

## Военная присяга
Текст присяги Армии Республики Босния и Герцеговина («Официальный вестник Республики Босния и Герцеговина», № 11 от 1 августа 1992 года)

Клянусь защищать независимость, суверенитет и целостность Республики Боснии и Герцеговины, добросовестно и дисциплинированно выполнять все обязанности и обязательства военнослужащих Республики Боснии и Герцеговины, защищать ее свободу и честь и упорствовать в этой борьбе.
Оригинальный текст (босн.)Zaklinjem se da ću braniti nezavisnost, suverenitet i cjelovitost Republike Bosne i Hercegovine, da ću savjesno i disciplinirano izvršavati sve obaveze i dužnosti pripadnika Armije Republike Bosne i Hercegovine, da ću braniti njenu slobodu i čast i u toj borbi ustrajati.